# Spatalistis aglaoxantha
Spatalistis aglaoxantha  (лат.) — вид бабочек из семейства листовёрток. Распространён в восточном Китае. Бабочки встречаются с июня по июль. Размах крыльев 17 мм. Передние крылья с большим клиновидным, лимонно-жёлтым пятном, занимающим дорсальные части прикраевого и срединного полей.